# سو إيفانز
سو إيفانز (بالإنجليزية: Sue Evans)‏ هي فنانة إيقاعية أمريكية، ولدت في 7 يوليو 1951 في نيويورك في الولايات المتحدة.

## وصلات خارجية
- سو إيفانز على موقع IMDb (الإنجليزية)
- سو إيفانز على موقع ميوزك برينز (الإنجليزية)
- سو إيفانز على موقع أول ميوزيك (الإنجليزية)
- سو إيفانز على موقع ديسكوغز (الإنجليزية)